# Federico Franco
Luis Federico Franco Gómez (Assunção, 23 de julho de 1962) é um político paraguaio e cirurgião, foi presidente do Paraguai de 2012 até 2013 e vice-presidente do Paraguai de 2008 até 2012. Em 22 de junho de 2012, com um julgamento político sumário no Congresso que culminou no impeachment do presidente Fernando Lugo, assumiu a presidência do Paraguai.
Antes de assumir a vice-presidência, serviu como governador do Departamento Central pelo período de 2003 a 2008, mas renunciou no final de 2007 para fazer sua campanha para chegar ao poder, juntamente com seu companheiro de chapa Fernando Lugo, que então aspirava à presidência.
Franco pertence ao Partido Liberal Radical Autêntico, o segundo maior partido político no Paraguai. Ele chegou ao poder através de uma coalizão de vários partidos políticos, movimentos e setores sociais, chamado de Aliança Patriótica para a Mudança, que é mais aliado ao seu partido.

## Presidência
Franco assumiu a presidência do Paraguai no dia 22 de junho de 2012, após processo de impeachment do presidente Fernando Lugo por “mau desempenho de suas funções”.
Apesar de sua brevidade e da boa situação econômica inicial do Paraguai, a gestão presidencial de Federico Franco foi caracterizada por um aumento significativo do déficit financeiro do país. Após sua saída do poder, a nova equipe do governo o criticou por saquear os recursos estatais através de um vasto sistema de corrupção e clientelismo organizado em torno do Partido Liberal. O antigo presidente foi posteriormente denunciado por vários dos seus colaboradores políticos (incluindo um próprio condenado a 6 anos de prisão por corrupção) por desvio de fundos públicos realizado por sua iniciativa. A partir de 2008, ano em que tomou posse no governo, até sua aposentadoria em 2012, a sua fortuna teria aumentado quase 750%.

## Após a presidência
É atualmente apresentador do programa "Dialogo Franco", na Radio Ñanduti, onde entrevista personalidades políticas do Paraguai.